# 定林寺跡
定林寺跡（じょうりんじあと）は、奈良県高市郡明日香村立部にある寺院跡。現在無住の小堂が建つ。別名に立部寺、常林寺など。寺伝などによると聖徳太子建立四十六ヶ寺（または七ヶ寺）の一つとされるが、その詳細は判明していない。小堂の西側の春日神社境内に塔跡をはじめ基壇、礎石等の遺構が残る。

## 発掘調査
- 1952年（昭和27年）の発掘調査で塔心礎を確認し、塑像菩薩残欠や素弁蓮華文瓦片なども出土し、飛鳥時代の創建と確認した。
- 1953年（昭和28年）に再び行われた塔跡と廻廊跡の発掘調査で塔跡地下約2mに東西約2.8m、南北約2.7mの花崗岩製石材に直径約82cm、深さ約9cmの円形柱座を掘った心礎が確認した。地表から心礎までに塑像片、古瓦片などが残存した。同時に廻廊の一部も発掘され、桁行約2.48m、梁間約2.7mの遺構を確認した。
- 1966年（昭和41年）には、国の史跡に指定された。

## 参考資料
- 南谷恵敬、沖宏治「聖徳太子の寺を歩く」JTBキャンブックス
- 国史大辞典